# Лестерское аббатство
Лестерское аббатство Святой Марии (англ. Leicester of Saint Mary de Pratis) — средневековый монастырь на территории графства Лестершир, в настоящее время — руины. Находится примерно в двух километрах севернее Лестера среди лугов на западном берегу реки Соар. Аббатство является частью Абби-парка.
Монастырь был создан в 1143 году Робертом де Бомоном как община августинцев. Аббатство просуществовало до конца 1520-х, после чего окончательно закрыто в 1538 году Генрихом VIII в период гонений на монастыри.
После земля сменила нескольких владельцев. А 29 мая 1882 года был открыт викторианский Абби-парк. С 1931 года территория аббатства и его руины признаны памятником. Среди руин монастыря находятся и остатки дома Кавендиша, одного из владельцев земли.